# A. A. Milne

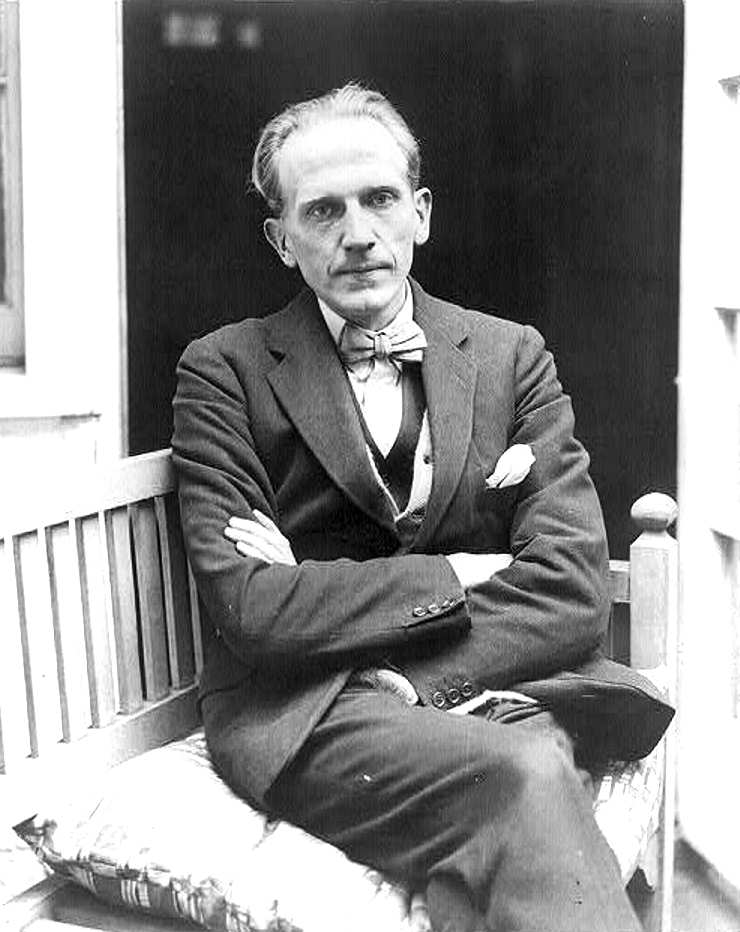
A. A. Milne (1922)

Alan Alexander Milne [ˈmɪln] (* 18. Januar 1882 in London; † 31. Januar 1956 in Hartfield, Sussex) war ein englischer Schriftsteller.
Neben humorvollen Essays und Theaterstücken schrieb Milne vor allem Kinderbücher, so auch in den 1920er Jahren für seinen Sohn Christopher Robin (* 21. August 1920 in Chelsea, London; † 20. April 1996) die weltbekannt gewordenen Geschichten von Pu dem Bären.

## Leben
Milne wuchs in London auf. Dort besuchte er eine Privatschule in Kilburn, welche durch seinen Vater John Vine Milne betrieben wurde. Einer seiner Lehrer war H. G. Wells. Alan Alexander besuchte die Westminster School und ab 1900 das Trinity College der Universität Cambridge, wo er mit einem Mathematikstipendium studierte (BA 1903 nach regulärer Studienzeit). Dort war er auch als Mitarbeiter der Studentenzeitschrift Granta tätig. Er schrieb zusammen mit seinem Bruder Kenneth, die Artikel wurden darum mit den Initialen AKM unterschrieben. Durch seine Arbeit wurde die britische Satire-Zeitschrift Punch auf ihn aufmerksam und so wurde er Mitarbeiter, später Assistenzbearbeiter und von 1906 an Mitherausgeber des Blattes. Allerdings musste er dafür sein Studium aufgeben, das er nie wieder aufnahm. Milne bezeichnete sich später immer als „freier Journalist“.
1913 heiratete er die Patentochter des Punch-Herausgebers, Dorothy (Daphne) de Selincourt. 1920 wurde sein Sohn Christopher Robin geboren. Während des Ersten Weltkrieges diente A. A. Milne 1915 in der britischen Armee als Nachrichtenoffizier an der Somme, jedoch erkrankte er bald nach seiner Ankunft an der Front schwer und wurde daraufhin ausgemustert. Nach Ende des Krieges prangerte er in seinem Werk Peace with Honour (deutscher Titel: Frieden mit Ehre) den Krieg als „sinnloses Massaker“ und „Verbrechen wider die menschliche Vernunft“ an. Wenig später erschien sein erstes Kinderbuch Once On a Time, in dem er den Krieg verspottete.
1925 erwarb Milne die Cotchford Farm, ein Landhaus in Hartfield in Ost-Sussex. Dort setzte er sich 1952 nach einer Operation am Gehirn zur Ruhe. Milne starb am 31. Januar 1956 im Alter von 74 Jahren. Bei der Trauerfeier wurde das legendäre Lied von Pu dem Bären gesungen („How sweet to be a cloud“). Das Landhaus kam am 3. Juli 1969 noch einmal in die Schlagzeilen, weil Brian Jones im Pool tot aufgefunden wurde.

## Werk
Das berühmteste der Werke Milnes dreht sich um einen Jungen, den er nach seinem Sohn Christopher Robin benannte. Vorbild für dieses Werk, Pu der Bär (im Original Winnie-the-Pooh), waren die Kuscheltiere seines Sohnes sowie der Schwarzbär „Winnie“ im Londoner Zoo. Die Stofftiere sind heute in New York ausgestellt.
Der überragende Erfolg des Buches – allein in den ersten zehn Jahren seit seinem Erscheinen erfolgten Übersetzungen in vierzig Sprachen – war für Milne eine Belastung, da es sein selbstgestecktes Ziel war, zu schreiben, wozu er Lust hatte. Zuvor hatte er stets mit seinem Verleger über Änderungen der Richtung diskutieren müssen.
Er hatte positive Kritiken als Dramatiker erhalten, er hatte Detektivgeschichten wie The Red House Mystery geschrieben – eine Änderung in Richtung Kinderbuchautor war für den Verleger zunächst eine unerfreuliche Nachricht. Bis in die 1930er Jahre schrieb Milne Romane und Kurzgeschichten, allerdings wurden seine Werke zuletzt weniger enthusiastisch aufgenommen. Seine letzte, im Jahr 1938 uraufgeführte Komödie war ein eindeutiger Fehlschlag. Danach schrieb er nur drei kleine und eher unbedeutende Theaterstücke.
Seinem Sohn Christopher Robin widmete er mehrere Gedichte, die später in zwei Bänden erschienen (1924 When We Were Very Young und 1927 Now We Are Six), wobei es von When We Were Very Young mehrere Luxusausgaben, Vertonungen und sogar eine Parodie gab (1926 When We Were Rather Older).
Nach Christopher Robin Milnes Tod verkaufte seine Witwe die Rechte an Pu dem Bären an die The Walt Disney Company.

## Veröffentlichungen

### Romane
- Lovers in London (1905)
- Once on a Time (1917)
- Mr. Pim (1921)
- The Red House Mystery (1922; deutsch: Das Geheimnis des roten Hauses)
- Two People (1931)
- Four Days’ Wonder (1933)
- Chloe Marr (1946)

### Kinderbücher
- Gallery of Children (1925)
- Winnie-the-Pooh (1926; deutsch: Pu der Bär) (illustriert von E. H. Shepard)
- The House at Pooh Corner (1928; deutsch: Pu baut ein Haus) (illustriert von E. H. Shepard)
- Short Stories

### Sachbücher
- Peace With Honour (1934; deutsch: Frieden mit Ehre)
- It’s Too Late Now: The Autobiography of a Writer (1939)
- War With Honour (1940)
- War Aims Unlimited (1941)
- Year In, Year Out (1952; illustriert von E. H. Shepard)

### Poesie
- When We Were Very Young (1924; illustriert von E. H. Shepard)
- Now We Are Six (1927; illustriert von E. H. Shepard)
- Behind the Lines (1940)
- The Norman Church (1948)
- Ich und Du, der Bär heißt Pu (1999 im Sanssouci Verlag)

### Theaterstücke
- Wurzel-Flummery (1917)
- Belinda (1918)
- The Boy Comes Home (1918)
- Make-Believe (1918)
- The Camberley Triangle (1919)
- Mr. Pim Passes By (1919; deutsch: Mr. Pim will nicht stören)
- The Red Feathers (1920)
- The Romantic Age (1920)
- The Stepmother (1920)
- The Truth about Blayds (1920)
- The Road to Dover (1921; deutsch: Die Strasse nach Dover)
- The Lucky One (1922)
- The Artist: A Duologue (1923)
- Give Me Yesterday (1923)
- The Great Broxopp (1923)
- Ariadne (1924)
- The Man in the Bowler Hat: A Terribly Exciting Affair (1924)
- To Have the Honour (1924)
- Portrait of a Gentleman in Slippers (1926)
- Success (1926)
- Miss Marlow at Play (1927)
- The Fourth Wall or The Perfect Alibi (1928)
- The Ivory Door (1929)
- Toad of Toad Hall (1929; eine Adaption von Der Wind in den Weiden)
- Michael and Mary (1930)
- Other People's Lives (1933)
- Miss Elizabeth Bennet (1936; basierend auf Jane Austens Stolz und Vorurteil)
- Sarah Simple (1937)
- Gentleman Unknown (1938)
- The General Takes Off His Helmet (1939)
- The Ugly Duckling (1946)
- Before the Flood (1951)

## Hörspiele
Zwei seiner Werke sind in Deutschland als Hörspiele veröffentlicht worden.
- 1951: Als er wieder nach Hause kam – Bearbeitung: Lucy Millowitsch, Regie: Eduard Hermann, mit Wilhelm Pilgram, Elise Tuerschmann, Wolfgang Preiss; Produzent: Nordwestdeutscher Rundfunk (NWDR)
- 1965: Einmal ein Mörder – immer ein Mörder! – Bearbeitung und Regie: Hanns Cremer, mit Peter Pasetti, Paul Dahlke, Horst Sachtleben; Produzent: Bayerischer Rundfunk (BR)